# Adita Riera
Adita Riera (sinh ngày 19 tháng 7 năm 1948, Caracas) là một nữ diễn viên, bình luận viên, và người mẫu người Venezuela. Cô đóng vai chính trong một số vở kịch xà phòng cho Venevisión, người đầu tiên là Lucecita (1972 telenovela) với Humberto Garcia.

## Tiểu sử
Ada Graciela García được sinh ra cho Chela D'Gar ở Caracas, Venezuela. Từ năm 1954 đến 1967, cô học tại trường La Consolaci và tốt nghiệp Cử nhân Khoa học. Điều này đã được theo dõi, từ năm 1968 đến năm 1972, với bằng cấp về truyền thông từ Đại học Công giáo Andrés Bello. Riera ra mắt với tư cách là một nữ diễn viên và người mẫu cho Kênh 4 của Venevisión vào năm 1962. Buổi ra mắt nhà hát của cô là một sản phẩm của Blood Wedding năm 1964. Ba năm sau, Riera biểu diễn trong vở opera xà phòng đầu tiên của cô, Sor Alegría. Cô đã nghỉ hưu từ vở opera xà phòng vào năm 1980, nhưng đã trở lại để biểu diễn trong vở opera xà phòng vào năm 2004 và trong telenigsas năm 2006.

## Trích dẫn
1. ↑  Llabanero, Néstor Luis (ngày 4 tháng 8 năm 2013). “¿Qué pasó con...Adita Riera?”. estampas.com (bằng tiếng Tây Ban Nha). Bản gốc lưu trữ ngày 21 tháng 6 năm 2018. Truy cập ngày 23 tháng 4 năm 2018.